# Chinesische Akademie für Weltraumtechnologie
Die Chinesische Akademie für Weltraumtechnologie (chinesisch 中國空間技術研究院 / 中国空间技术研究院), aus historischen Gründen auch „Fünfte Akademie“ (五院) genannt, wegen der englischen Bezeichnung China Academy of Space Technology oft „CAST“ abgekürzt, ist die Führungsgesellschaft der China Aerospace Science and Technology Corporation für das Geschäftsfeld Raumflugkörper. Daneben handelt es sich bei CAST auch um eine tatsächliche Akademie, mit der Berechtigung zur Verleihung von Doktortiteln in ingenieurwissenschaftlichen Fächern. Der Hauptsitz der Firma befindet sich in der Raumfahrtstadt (航天城, Pinyin Hángtiān Chéng) ganz im Norden des Pekinger Stadtbezirks Haidian.

## Geschichte
Anfang 1967 schlug Feldmarschall Nie Rongzhen, Vizepremierminister und Vorsitzender der Kommission der chinesischen Volksbefreiungsarmee für Wissenschaft und Technik in der Landesverteidigung, dem Staatsrat der Volksrepublik China in einer schriftlichen Eingabe vor, eine Akademie für Weltraumtechnologie zu schaffen. Während auf Regierungsebene noch der Entscheidungsfindungsprozess vor sich ging – man befand sich gerade in der Kulturrevolution – richtete Feldmarschall Nie am 12. August 1967 bereits ein „Planungsbüro Akademie für Weltraumtechnologie“ (空间技术研究院筹备处) ein. Unter der Führung von Qian Xuesen und Generalmajor Chang Yong (常勇, 1915–2012) erarbeitete das Planungsbüro ein Konzept für die zu gründende Akademie, das von der Kommission für Wissenschaft und Technik in der Landesverteidigung auf einer vom 13. bis 18. November 1967 abgehaltenen Arbeitstagung gebilligt wurde.
Am 20. Februar 1968 wurde dann aus folgenden Einzelinstituten die Chinesische Akademie für Weltraumtechnologie gebildet:
- Ingenieurbüro für Satellitenbau der Chinesischen Akademie der Wissenschaften (中国科学院卫星设计院, auch bekannt als Ingenieurbüro 651 bzw. 中国科学院“651”设计院)
- Institut für Automatisierung der Chinesischen Akademie der Wissenschaften (中国科学院自动化研究所)
- Institut für Mechanik der Chinesischen Akademie der Wissenschaften (中国科学院力学研究所)
- Institut für angewandte Geophysik der Chinesischen Akademie der Wissenschaften (中国科学院应用地球物理研究所)
- Institut für Elektrotechnik der Chinesischen Akademie der Wissenschaften (中国科学院电工研究所)
- Südwestchinesisches Forschungsinstitut für Elektronik (西南电子研究所)
- Institut für Biophysik der Chinesischen Akademie der Wissenschaften (中国科学院生物物理研究所)
- Physikalisches Forschungsinstitut der Chinesischen Akademie der Wissenschaften, Lanzhou (中国科学院兰州物理研究所)
- Pekinger Fabrik für wissenschaftliche Instrumente (北京科学仪器厂)
- Shanghaier Fabrik für wissenschaftliche Instrumente (上海科学仪器厂)
- Shanxier Fabrik für wissenschaftliche Instrumente, Taigu (山西太谷科学仪器厂)
- Achtes Ingenieurbüro des Siebten Ministeriums für Maschinenbauindustrie (七机部第八设计院, vormals Ingenieurbüro für Maschinenbau und Elektrotechnik Shanghai bzw. 上海机电设计院)
- Drittes Forschungsinstitut der Akademie für Wehrmedizin (军事医学科学院第三研究所)

Neu gruppiert in 12 Abteilungen hatte die Akademie für Weltraumtechnologie damit 8570 Mitarbeiter. Erster Direktor wurde Qian Xuesen, Generalmajor Chang Yong fungierte als Politkommissar.
Dies waren schwierige Zeiten für die Wissenschaft; am 23. Januar 1967 war Qian Xuesen in einen Angriff der Roten Garden auf das Siebte Ministerium für Maschinenbauindustrie geraten, dessen Stellvertretender Leiter er damals war. Am 2. März 1968 wurde die Akademie für Weltraumtechnologie jedoch unter der Bezeichnung „Einheit 815“ (八一五部队) formal in die Volksbefreiungsarmee überführt, wodurch es Generalmajor Chang gelang, den Wissenschaftlern den Rücken weitgehend freizuhalten. Nachdem Mao Zedong die Roten Garden am 28. Juli 1968 offiziell aufgelöst hatte und Revolutionskomitees für ein gewisses Maß an Stabilität sorgten,
konnte schließlich am 24. April 1970 der in der Akademie für Weltraumtechnologie entwickelte und gebaute Satellit Dong Fang Hong I vom Kosmodrom Jiuquan aus gestartet werden. Damit war China eine Raumfahrtnation geworden.
Am 24. Juli 1973 wurde die bislang der Kommission der chinesischen Volksbefreiungsarmee für Wissenschaft und Technik in der Landesverteidigung unterstehende Akademie dem Siebten Ministerium für Maschinenbauindustrie zugeordnet, folgte dessen schrittweiser Transformation durch die Reform- und Öffnungspolitik, und als am 1. Juli 1999 mit der Gründung der China Aerospace Science and Technology Corporation die Umgestaltung des Ministeriums in ein reguläres Unternehmen abgeschlossen war, wurde die Akademie dem neuen Konzern als 5. Zweiginstitut angeschlossen. Ihr offizieller Name lautete nun „Fünfte Akademie der China Aerospace Science and Technology Corporation“ (中国航天科技集团公司第五研究院), wurde aber bald wieder in „Chinesische Akademie für Weltraumtechnologie“ geändert.

## Geschäftsbereiche
Im Jahr 2021 hatte die Chinesische Akademie für Weltraumtechnologie mit ihren Forschungsinstituten aber ohne die Tochterfirmen mehr als 20.000 Arbeiter und Angestellte, davon gut 7200 Ingenieure und Werkmeister, vier Mitglieder der Chinesischen Akademie der Wissenschaften und fünf Mitglieder der Chinesischen Akademie der Ingenieurwissenschaften.
Vorstandsvorsitzender ist seit dem 28. Dezember 2022 Li Daming (李大明, * 1981), ursprünglich stellvertretender Leiter der Hauptentwicklungsabteilung, anschließend stellvertretender Vorstandsvorsitzender.
Die unterhalb der Vorstandsebene angesiedelte Hauptentwicklungsabteilung (北京空间飞行器总体设计部, auch bekannt als „Forschungsinstitut 501“) wurde am 14. August 2020 in zwei Hauptabteilungen unterteilt, denen das Qian-Xuesen-Labor für Weltraumtechnologie, bis dahin eine weitgehend unabhängige Denkfabrik, als dritter Unternehmensbereich gleichgestellt wurde:
- Hauptabteilung Großprojekte (重大工程类总体部), primär für Projekte, die aus dem Fonds für Nationale wissenschaftlich-technische Großprojekte gefördert werden (Gaofen,[10] Mondprogramm, bemannte Raumfahrt etc.)
- Hauptabteilung Kommunikations- und Navigationssatelliten (通信与导航卫星总体部), primär kommerziell ausgerichtet[11]
- Innovationszentrum (创新中心) für langfristige, fachbereichsübergreifende Planungen[12]

Den drei Unternehmensbereichen unterstehen eine Reihe von gemeinsam genutzten Forschungsinstituten:
- Forschungsinstitut 502 (Steuerungs- und Lageregelungssysteme), Peking
- Forschungsinstitut 503 (卫星应用系统部, Satellitenanwendungen), Peking[13]
- Forschungsinstitut 504 (Funktechnik), Xi’an
- Forschungsinstitut 508 (Landesysteme etc.), Peking
- Forschungsinstitut 510 (Physik), Lanzhou
- Forschungsinstitut 511 (总装与环境工程部, Endmontage und Tests unter Weltraumbedingungen), Peking[14]
- Forschungsinstitut 512 (北京空间科技信息研究所, Informationsbeschaffung und Marktanalyse), Peking[15]
- Forschungsinstitut 513 (山东航天电子技术研究所, Raumfahrtelektronik), Yantai, Provinz Shandong[16][17]
- Forschungsinstitut 514 (北京东方计量测试研究所, Messtechnik), Peking[18]
- Forschungsinstitut 515 (汕头电子技术研究院, Elektronik), Shantou, Provinz Guangdong
- Forschungsinstitut 518 (Elektromechanik), Tianjin[19]

### Satelliten
Seit Chinas erstem, am 24. April 1970 gestartetem Satelliten Dong Fang Hong I stellen in der Pekinger „Fabrik 529“ (529厂) gefertigte Satelliten eines der Hauptgeschäftsfelder der Chinesischen Akademie für Weltraumtechnologie dar. Die einst wichtigen Rückkehrsatelliten vom Typ Fanhui Shi Weixing werden aufgrund der Entwicklung bei Bildfunk und bemannter Raumfahrt seit 2005 nicht mehr eingesetzt. Den Bereich Erdbeobachtungssatelliten teilt man sich mit der Shanghaier Akademie für Raumfahrttechnologie (SAST), die auf diesem Gebiet besondere Erfahrung besitzt. Ansonsten werden bei CAST vor allem Kommunikationssatelliten (über die China Great Wall Industry Corporation auch für ausländische Kunden), Navigationssatelliten für das terrestrische Beidou- und das lunare Elsternbrücke-System sowie alle Arten von Technologieerprobungs- und Forschungssatelliten hergestellt.

### Raumsonden
Chinas erste Mondsonden (Chang’e 1 bis Chang’e 4) wurden alle von CAST hergestellt. Wenngleich man mittlerweile auch auf diesem Gebiet mit der Shanghaier Akademie für Raumfahrttechnologie zusammenarbeitet, die bei komplexeren Sonden wie Chang’e 6 oder Tianwen-1 den Orbiter beisteuert, liegt die Gesamtplanung und Endmontage immer noch in den Händen von CAST. Die Tiefraumsonden der Chinesischen Planetenerkundung werden nur in unregelmäßigen Abständen gestartet. Durch die Internationale Mondforschungsstation besteht jedoch eine ständige Nachfrage nach Robotern und Infrastruktureinrichtungen für den Einsatz auf dem Mond.
Anfang September 2023 stellte Yang Mengfei (杨孟飞, * 1962), ehemals stellvertretender Vorstandsvorsitzender und seit seinem Eintritt ins Rentenalter als Berater für die Firma tätig, zusammen mit Kollegen aus der Hauptentwicklungsabteilung in einem vom Labor für Tiefraumerkundung vorab verbreitetender Artikel der Firmenzeitschrift „Chinesische Weltraumwissenschaft und -technologie“ (siehe unten) die Sonden vor, die CAST nach – teilweise bereits erteilter – Genehmigung durch die Nationale Raumfahrtbehörde im Rahmen seiner technischen Möglichkeiten für die Chinesische Planetenerkundung bauen könnte. Hierbei unterschied er zwischen drei Gebieten:
- Erdnahe Planeten
  - 2028 Tianwen-3 (Probenrückführung vom Mars)[23]
  - 2035 Merkurumkreisung und Landung
  - 2035 Venusumkreisung und Atmosphäreneintritt[24]
  - 2043 Nutzung von Ressourcen auf dem Mars
- Riesenplaneten
  - 2029 Tianwen-4 (Jupitersystem und Vorbeiflug am Uranus)[25]
  - 2032 Neptunsystem[26]
  - 2039 Saturnsystem und Probenrückführung von einem Saturnmond
- Asteroiden
  - 2025 Tianwen-2 (Probenrückführung von Kamoʻoalewa und Erkundung von 311P/PANSTARRS)
  - 2043 Bahnveränderung von Asteroiden[27][28] und Asteroidenbergbau[29]

In der Zweigstelle Peking des Labors für Tiefraumerkundung sollen ab Ende 2023 gut 1000 Wissenschaftler, Ingenieure und Techniker neben der Internationalen Mondforschungsstation auch die mit diesen Sonden durchzuführenden interplanetaren Missionen vorbereiten.[veraltet]
Man beachte: die drei von Yang Mengfei erwähnten Gebiete sind eine firmeninterne Einteilung von CAST. Beim Labor für Tiefraumerkundung wird zwischen Monderkundung, Planetenerkundung inklusive Asteroiden sowie Sonnensystem-Erkundung mit dem Kuafu-Programm zur Erforschung der Sonne, der Erkundung der Heliopause und dem Lauschprojekt zur Beobachtung von Exoplaneten unterschieden. Auch bei letzterem Arbeitsbereich wird ein Teil der Sonden von CAST hergestellt.

### Raumschiffe
Die Chinesische Akademie für Weltraumtechnologie stellt in Serienfertigung den unbemannten Raumfrachter Tianzhou her, der in drei Varianten geliefert werden kann (geschlossener Frachtraum, zum Vakuum offen, kleinerer Frachtraum mit zum Vakuum offenem Abteil), außerdem das bemannte Shenzhou-Raumschiff. Bei letzterem wird das Servicemodul von der Shanghaier Akademie für Raumfahrttechnologie gebaut, die Endmontage findet jedoch im AIT-Komplex von CAST in Peking statt. In Entwicklung befindet sich derzeit das Bemannte Raumschiff der neuen Generation, das drei Raumfahrer in einen Mondorbit oder – zu einem späteren Zeitpunkt – sieben zur Chinesischen Raumstation bringen kann.
Die für die bemannte Monderkundung notwendige Landefähre wird in Zusammenarbeit mit der Shanghaier Akademie für Raumfahrttechnologie ebenfalls bei CAST entwickelt. Beim Raumschiff der neuen Generation ist die Landekapsel teilweise wiederverwendbar (es muss nur die Außenverkleidung mit dem ablativen Hitzeschutz ausgewechselt werden), bei der Mondlandefähre die Aufstiegsstufe im Prinzip ebenfalls.

### Raumstationsmodule
Ebenfalls für das bemannte Raumfahrtprogramm fertigt CAST Raumstationsmodule. Auch hier teilt man sich die Aufgabe mit SAST. So wurden zum Beispiel bei der Chinesischen Raumstation das Kernmodul Tianhe und das Wissenschaftsmodul Wentian auf der Basis Tianjin von CAST gebaut (siehe unten), das Wissenschaftsmodul Mengtian zunächst in Shanghai.gebaut und dann in Tianjin getestet. Die Module wurden einzeln gestartet und in der Erdumlaufbahn zusammengesetzt. Ein identisches Doppelexemplar der gesamten Raumstation, sozusagen die Realversion eines digitalen Zwillings, befindet sich ein einer Halle von CAST, wo man Fehler duplizieren und Lösungsmöglichkeiten erproben kann. Außerdem gibt es bei CAST noch ein digitales Modell der Raumstation, das immer auf dem neuesten Stand gehalten wird – die Techniker vermerken dort die Position jedes Schraubenschlüssels und jeden Apfels – und an dem zum Beispiel die Auswirkungen von Lageänderungen auf die Besonnungssituation der Solarmodule und damit die Stromversorgung simuliert werden können.
Die von CAST garantierte Mindestlebensdauer der Raumstationsmodule beträgt 10 Jahre. Da aber fast alle Komponenten ausgewechselt werden können, hofft man, bei regelmäßiger Wartung ein einzelnes Modul mindestens 15 Jahre nutzen zu können. Durch die modulare Bauweise kann die Raumstation auch als Ganzes ständig erneuert werden – alte Module werden hinten abgetrennt, neue Module, die jeweils auf dem neuesten Stand der Technik sind, werden vorne angebaut.
Dies hat den zusätzlichen Vorteil, dass die Raumstation durch das fortwährende Abwerfen alter Module nicht schwerer als 180 t wird und für die reguläre Bahnanhebung oder Ausweichmanöver bei Kollisionsgefahr mit Weltraumschrott leicht bewegt werden kann. Für die im Laufe der Zeit steigenden Anforderungen werden bei CAST frei fliegende Begleitmodule wie das Xuntian-Teleskop oder Raumlabors nach dem Tiangong-Prinzip entwickelt, die der Raumstation auf demselben Orbit in einem gewissen Abstand folgen (im Falle des Weltraumteleskops 120°) und nur für Betankung, Wartungsarbeiten oder Entnahme von im Weltall hergestellten Produkten kurzfristig andocken.

## Basis Tianjin
Die Chinesische Akademie für Weltraumtechnologie besitzt seit 2008 eine Niederlassung im Westgebiet der Tianjin Economic and Technological Development Area, die sogenannte „Basis Tianjin“ (天津基地).
In den ersten Jahren war es nicht einfach, qualifiziertes Personal zu finden, das bereit gewesen wäre, nach Tianjin zu übersiedeln. Das Westgebiet der TEDA ist im Prinzip ein Gewerbegebiet, es hatte keinen U-Bahn-Anschluss und selbst die Busse fuhren nur spärlich. Die Stadtverwaltung von Tianjin versuchte damals, die Attraktivität des Standorts durch das Angebot von kulturellen Veranstaltungen zu steigern.
Am 2. Februar 2012 vereinbarte die Akademie für Weltraumtechnologie unter der Schirmherrschaft von Generalleutnant Niu Hongguang (牛红光, * 1951), Stellvertretender Kommandant des bemannten Raumfahrtprogramms, mit der Verwaltung der Tianjin Economic and Technological Development Area, in der Basis Tianjin ein Zentrum für Endmontage, Integration der Systemkomponenten und Verifizierung der Funktionalität von übergroßen Raumflugkörpern (超大型航天器总装集成测试中心) zu errichten, wegen der englischen Bezeichnung Assembly, Integration and Test auch „AIT中心“ bzw. „AIT-Zentrum“genannt.
Zu diesem Zeitpunkt besaß die Akademie für Weltraumtechnologie in Tianjin bereits eine Fabrikhalle für das Testen von Nutzlasten, eine Halle für die maschinelle Bearbeitung von großen Bauteilen sowie eine Halle für feinmechanische Endfertigung. Das neue AIT-Zentrum wurde durch den Bau der modularen Raumstation mit ihren bis zu 18 m langen Komponenten notwendig, die unter anderem auf Luftdichtigkeit getestet werden müssen, wobei die Anforderungen um eine Größenordnung höher liegen als bei den Shenzhou-Raumschiffen. Außerdem sollten in dem neuen Zentrum übergroße Kommunikations- und Erdbeobachtungssatelliten entwickelt und gebaut werden.
Im Juli 2016 wurde das Zentrum in Betrieb genommen. Mit einer Fläche von 100.000 m² ist es die weltweit größte Einrichtung seiner Art, es verfügt über 15 Teststationen, an denen unter anderem Weltraumbedingungen (Vakuum, Sonnenbestrahlung, Kälte) simuliert werden können.
Bereits 2012 wurde das nun in „Forschungsinstitut für elektromechanische Raumfahrtausrüstung Tianjin“ (天津航天机电设备研究所) umbenannte Forschungsinstitut 518 von Taigu, Provinz Shanxi, nach Tianjin umgesiedelt und bildet dort nun zusammen mit dem AIT-Zentrum die „Entwicklungs- und Produktionsbasis für übergroße Raumflugkörper“ (超大型航天器研发制造及应用产业基地) der Akademie für Weltraumtechnologie.
2019 begann man in Tianjin mit tatkräftiger Unterstützung der Stadtbezirksregierung von Binhai ein Produktionszentrum für flexible und intelligente Fertigung von Satelliten (天津柔性智造中心) zu bauen, seit 2020 als Teil der Hauptabteilung Kommunikations- und Navigationssatelliten. Dort befinden sich in einer 4000 m² großen Halle 13 Bearbeitungsstationen, an denen die Satelliten Stück für Stück zusammengebaut und getestet werden. Ein im Bau befindlicher Satellit verweilt im Durchschnitt an jeder Bearbeitungsstation ein bis zwei Tage. Im März 2022 begann die Testproduktion; nach der Feinabstimmung sollen etwa vier bis fünf Kleinsatelliten pro Woche bzw. 200 Satelliten pro Jahr hergestellt werden, wobei man insbesondere Konstellationen mit vielen gleichen Satelliten wie das Nationale Satelliteninternet im Blick hat.
Die Fabrik ist ein Teil der Jing-Jin-Ji-Initiative, bei der Betriebe nicht mehr in Peking, sondern im Umland – Industrie möglichst in Tianjin – angesiedelt werden sollen. Der Begriff „flexibel“ im Namen des Produktionszentrums bezieht sich darauf, dass man nicht nur Kleinsatelliten, sondern bei Bedarf auch größere Satelliten aller Art herstellen kann. „Intelligente Fertigung“ bedeutet, dass die Fabrik stark automatisiert ist, wobei die Satelliten nach Möglichkeit aus Standardmodulen zusammengebaut werden und auch einzelne Schlüsselkomponenten in Serie gefertigt werden.

## Nutzung der Raumstation
Die Nutzung der Chinesischen Raumstation durch CAST bewegt sich im Grenzbereich zwischen Entwicklungsarbeit und Forschung. Eigentlich soll die Raumstation primär der Wissenschaft dienen, die Abteilung für Waffenentwicklung der Zentralen Militärkommission als Betreiberin der Station fungiert als Dienstleister für die Chinesische Akademie der Wissenschaften. Parallel dazu nutzt CAST die Station jedoch auch selbst, um in realistischer Weltraumumgebung Technologien zu erproben, die zeitnah oder langfristig bei der wirtschaftlichen Nutzung des erdnahen Raums und der bemannten Tiefraumerkundung zum Einsatz kommen sollen. So befindet sich unter den Bodenplatten des Wissenschaftsmoduls Mengtian ein Baugruppenträger für Raumfahrt-Grundlagenforschung, wo Dauerversuche mit einem Stirlinggenerator, mit Schleifringen zur Stromübertragung von rotierenden Solarmodulen an die Nutzlasten von Satelliten etc. laufen. Für die kommenden Jahre denkt die Hauptentwicklungsabteilung an fünf Arbeitsfelder:
- Robotik und autonome Systeme

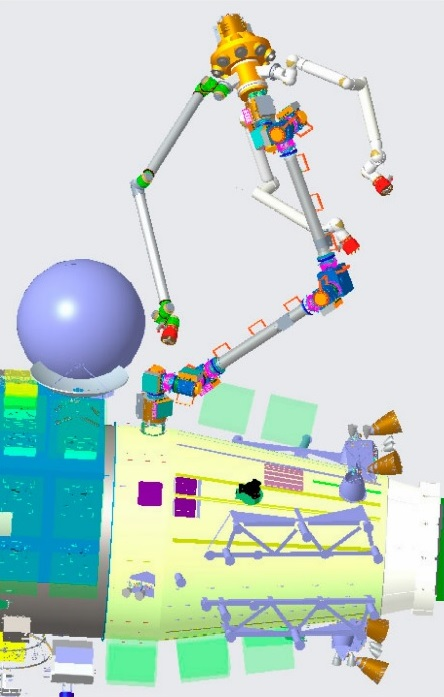
Geplanter dreiarmiger Roboter für Außenarbeiten
  - Reduzierung der Arbeitsbelastung der Raumfahrer bei Außenbordeinsätzen durch sie bei der Montage von Nutzlasten etc. unterstützende Roboter, langfristig mit künstlichen Muskeln aus elektroaktiven Polymeren, was wiederum als Technologieerprobung für den Bau großer Einrichtungen im Orbit dienen soll.
  - Einsammeln und Entsorgung von Weltraummüll, wobei man die beim Entfernen von kleinen Trümmerstücken aus der Umgebung der Raumstation erprobten Annäherungs-, Einfang- und Abtransporttechniken im weiteren Verlauf für das Verbringen von manövrierunfähigen Raumflugkörpern in einen Friedhofsorbit verwenden will.[44]
- Bautechnik
  - Da die Nutzlastverkleidung von Raketen nur einen begrenzten Platz bietet, ist es nötig, Raumschiffe für bemannte Tiefraumerkundung, Großteleskope etc. aus einzelnen Komponenten im Orbit zusammenzufügen. Die hierfür nötigen Techniken will man sich bei der Umsetzung der Solarzellenflügel des Kernmoduls Tianhe an die äußeren Enden der Wissenschaftsmodule und der Installation großer Antennen aneignen, ebenso wie bei den Andockmanövern freifliegender Begleitmodule. Vorplanungen zum Bau großer Spiegelteleskope laufen seit 2014,[45][46] ebenso wie für ein orbitales Sonnenkraftwerk.[47] Für letzteres Projekt soll neben der Energieübertragung[48] vor allem der Zusammenbau großer Gitterträger erprobt werden.
  - Langfristig will man beim Bau großer weltraumbasierter Einrichtungen nicht nur auf von der Erde hochgeschickte Komponenten zurückgreifen, sondern zum Beispiel einfache Wabenstrukturen[49] oder lange Balken auch vor Ort im 3D-Druck herstellen,[50] oder ausgediente Komponenten zerlegen und Teile davon wiederverwenden. Hierfür arbeitet man an der Entwicklung von Schneide- und Schweißwerkzeugen.
  - Um die Raumstation preisgünstig erweitern zu können, denkt man seit 2022 an aufblasbare Module. Wang Xiang (王翔), der Kommandant des Raumstationsystems beim Büro für bemannte Raumfahrt, lehnt aufblasbare Module zwar wegen des aufgrund der geringen Dichte des Kunststoffmaterials mangelnden Strahlenschutzes ab,[51] bei CAST arbeitet man jedoch weiterhin an der Technologie, vor allem weil sie auch für Unterkünfte auf der Mondoberfläche geeignet wäre (die dann mit einer im 3D-Druck aufgebrachten Regolithschicht vor der kosmischen Strahlung geschützt würden).[52]
- Energie- und Antriebstechnik
  - Neben einer Anpassung des ursprünglich für die Sonden zur Erkundung der Heliopause entwickelten schnellen Brüters an die Erfordernisse der bemannten Raumfahrt entwickelt man auch eine auf dem Frachtraumschiff Tianzhou 5 erstmals getestete, mit Wasserstoff und Sauerstoff betriebene Brennstoffzelle, außerdem Lithium-Ionen-Akkumulatoren mit Graphen-Elektroden und ein Stromerzeugungssystem, bei dem der oben erwähnte Stirlinggenerator seine Wärmeenergie aus einem Radionuklid-Heizelement bezieht und aus Redundanzgründen von einer klassischen Radionuklidbatterie ergänzt wird.
  - Der Schwerpunkt bei der Entwicklung neuer Antriebe liegt bei Halleffekt-Ionentriebwerken. Am Heck des Kernmoduls Tianhe befindet sich eine Außenkamera, welche die Form der Xenonflammen der vier dort angebrachten Halltriebwerke überwacht und mögliche Beschädigungen an der Raumstation selbst oder den am Heck angekoppelten Tianzhou-Frachtern dokumentiert. Als neuartigen chemischen Treibstoff denkt man an hypergole ionische Flüssigkeiten, die eine hohe Steuergenauigkeit und rasche Bahnmanöver ermöglichen würden. Bei der gegenwärtig verwendeten Treibstoffkombination Methylhydrazin/Distickstofftetroxid soll die mögliche Betankungsmenge erhöht werden.
- Lebenserhaltungssysteme
  - Weiterentwicklung des gegenwärtigen, mit den Methoden der physikalischen Chemie arbeitenden Lebenserhaltungssystems der Raumstation zu einem geschlossenen Ökosystem mit Pflanzen, Mikroorganismen und Tieren, das genügend Sauerstoff erzeugen kann, um auch die Gasflaschen von Raumanzügen neu zu befüllen. Hausmüll soll biologisch abgebaut oder wiederverwendet werden. Außerdem sollen Methoden zur Beschleunigung des Pflanzenwachstums in der Schwerelosigkeit gefunden werden, um einen möglichst großen Teil der benötigten Nahrung an Bord erzeugen zu können. Dies wäre eine Grundvoraussetzung für bemannte Tiefraumerkundung und Basen auf anderen Himmelskörpern.[53]
  - Unter dem Einfluss kosmischer Strahlung entwickeln sich Mikroorganismen, die in der Raumstation verwendete Materialien angreifen – die sogenannte „Biokorrosion“. Um dem entgegenzuwirken, sollen zum einen kulturunabhängige Überwachungsmethoden entwickelt werden, zum anderen antibakterielle Nanomaterialien.
  - Mit künstlicher Photosynthese sollen aus dem von Raumfahrern erzeugten Kohlenstoffdioxid unter Zugabe von Wasser Sauerstoff und Kohlenstoff erzeugt werden. Der dabei erzielbare Wirkungsgrad liegt mit mehr als 20 % deutlich höher als bei der natürlichen Photosynthese mit etwa 5 %, was eine Miniaturisierung des Lebenserhaltungssystems auf Raumstationen im Erde-Mond-System und bei bemannten Mondmissionen ermöglichen würde.
- Grundtechniken
  - Temperaturregelung für Systeme mit Leistungen im Megawatt-Bereich unter Verwendung von Flüssigmetall
  - Materialprüfung und Tests von elektronischen Komponenten unter Weltraumbedingungen, stabile Schmierstoffversorgung beweglicher Teile
  - Eichung von Sensoren für Temperatur, Volumenstrom, Druck und Gaszusammensetzung in Lebenserhaltungssystemen
  - Integrierung von Kommunikation, Fernerkundung und Navigation
  - Starten von Kleinsatelliten durch die Frachtschleuse oder von Raumfrachtern
  - Wartung und Reparatur von Orbital Replacement Units an Bord der Raumstation bis hinunter auf die Leiterplatten und Bauelemente-Ebene[54]

## Lehre
Neben Herstellung und Verkauf von Raumflugkörpern befasst sich CAST an seinen Instituten auch mit ingenieurwissenschaftlicher Grundlagenforschung und der Ausbildung von akademischem Nachwuchs. Man bietet dort 12 Studiengänge für angehende Diplomingenieure, 3 Studiengänge für Doktoranden und 3 Plätze für Postdoktoranden an. CAST, das die Koordinierung der Lehraktivitäten am 28. Dezember 2005 als eigene „Shenzhou-Akademie“ (神舟学院) ausgelagert hat, ist dazu berechtigt Doktortitel zu vergeben. Die Gesamtzahl der Studenten hält sich in Grenzen. Zwischen 1968 und 2011 wurden gut 1900 Ingenieurdiplome und Doktortitel vergeben, was einem Durchschnitt von etwa 44 Absolventen pro Jahr entspricht.
Die Professoren kamen 1968 zunächst mit den ursprünglichen Instituten der Chinesischen Akademie der Wissenschaften zu CAST. Heute ist es meist so, dass verdiente und bereits promovierte Ingenieure gegen Ende ihres Berufslebens als Wissenschaftsräte im Rang eines Professors (研究员) in die Akademie der Wissenschaften oder die Chinesische Akademie der Ingenieurwissenschaften berufen werden. Sie haben dann ähnliche Rechte und Pflichten wie ein emeritierter Professor in Deutschland, d. h. sie können, müssen aber nicht Vorlesungen halten, es wird jedoch erwartet, dass sie Ingenieurstudenten und Doktoranden betreuen und beim Anfertigen ihrer Abschlussarbeit unterstützen.

## Zeitschriften
Die Akademie für Weltraumtechnologie und ihre Forschungsinstitute geben eine Reihe von Fachzeitschriften heraus, in denen nicht nur eigene Ergebnisse vorgestellt werden, sondern auch Forscher aus firmenfremden Instituten Artikel veröffentlichen können und über internationale Trends berichtet wird:
- „Weltraumelektronik“ (空间電子技術, englisch Space Electronic Technology), seit 1971 (bis 1975 unter dem Namen „Entwicklungen in der ausländischen Weltraumelektronik“ bzw. 国外空间电子技术动态) vom Forschungsinstitut 504 herausgegeben. Zunächst nur für den internen Dienstgebrauch, ab 2003 öffentlich verkauft. Zweimonatige Erscheinungsweise.[56]

- „Chinesische Weltraumwissenschaft und -technologie“ (中國空间科学技術, englisch Chinese Space Science and Technology), seit 1981 von CAST herausgegeben. Zweimonatige Erscheinungsweise.[57]

- „Vakuum und Tieftemperatur“ (真空与低温, englisch Vacuum and Cryogenics), seit 1982 vom Forschungsinstitut 510 herausgegeben. Zunächst nur für den internen Dienstgebrauch, ab 1995 öffentlich verkauft. Zweimonatige Erscheinungsweise.[58]

- „Raumflugkörper“ (航天器工程, englisch Spacecraft Engineering), seit 1992 von der Hauptentwicklungsabteilung für Raumflugkörper (空间飞行器总体设计部) in Peking herausgegeben, zunächst nur für den internen Dienstgebrauch, im Oktober 2006 vom damaligen Nationalen Pressebüro (国家新闻出版总署) Antrag auf öffentlichen Verkauf genehmigt, ab 2007 öffentlich verkauft. Zweimonatige Erscheinungsweise.[59]

- „Internationale Raumfahrt“ (国际太空, englisch Space International), seit 1976 (bis 1995 unter dem Namen „Entwicklungen in der ausländischen Raumfahrt“ bzw. 国外空间动态) vom Forschungsinstitut 512 herausgegeben.[60]

- „Rückkehrkapseln und Fernaufklärung“ (航天返回与遥感, englisch Spacecraft Recovery & Remote Sensing), seit 1980 (bis 1993 unter dem Namen „Trägerraketentechnologie“ bzw. 运载火箭技术) vom Forschungsinstitut 508 herausgegeben. Zunächst nur für den internen Dienstgebrauch, ab 2000 öffentlich verkauft. Zweimonatige Erscheinungsweise.[61]

- „Raumflugkörper und Weltraumumgebung“ (航天器环境工程, englisch Spacecraft Environment Engineering), seit 1994 (bis 1999 unter dem Namen „Umwelttechnologie“ bzw. 环境技术) vom Forschungsinstitut 511 herausgegeben. Zunächst nur für den internen Dienstgebrauch, ab 2005 öffentlich verkauft. Zweimonatige Erscheinungsweise.[62]

- „Space: Science & Technology“, seit 2021 in Zusammenarbeit mit der Technischen Universität Peking und der amerikanischen Fachzeitschrift Science herausgegeben. Die Artikel werden online veröffentlicht, sobald sie fertiggestellt sind,[63] die Druckausgabe erscheint zweimonatlich.[64]

## Tochterunternehmen
CAST hat eine Reihe von Tochtergesellschaften (die ihrerseits wieder Tochterfirmen haben):
- Shenzhou-Akademie (神舟学院)[65]
- China Spacesat AG (中国东方红卫星股份有限公司)[66][67][68]
- Shenzhou Industrie und Handel Dachgesellschaft (神舟实业总公司)[69]

- Kangtuo Infrarottechnologie AG, Peking (北京康拓红外技术股份有限公司, englisch Beijing Ctrowell Technology Corporation Limited)[70]

- Shenzhou Investmentverwaltung GmbH (航天神舟投资管理有限公司)[71]

- Technologieentwicklung GmbH, Zhongguancun Raumfahrtgründerpark, Peking (北京中关村航天创新园科技发展有限公司)[72]

- Shenzhou Astrobiologie GmbH (航天神舟生物科技集团有限公司)[73][74][75]

- SunWise Space Technology GmbH, Peking (北京轩宇空间科技有限公司), eine Tochterfirma des Forschungsinstituts 502[76]